# Luigi Frari
Luigi Frari (u literaturi spominjan je također kao Lujo Frari, Luiđi Frari, Luigji Frari, te kao Aloysius Frari), Šibenik 1813. – 1898., bio je šibenski općinski fizik, šibenski gradonačelnik i političar te predsjednik Šibenskog kazališnog društva i šibenski kulturni djelatnik.

## Obiteljski korjenovi
Luigi Frari potomak je afirmirane šibenske liječničke obitelji, koja je u 3 genearacije dala najmanje 5 liječnika, od čega 3 šibenska općinska fizika: Giuseppe (Josip) Frari, Sebastiano Frari i Luigi Frari. Rodonačelnik Giuseppe Frari, koji je 1771. doselio u Šibenik iz Trevisa u talijanskoj pokrajini Venetu, autor je prvog hrvatskog rada o bjesnoći, objavljenog u Anconi 1783. Znamenitt je Luigijev stric Angelo Antonio Frari, splitski općinski fizik te venecijanski protomedik.

## Život i rad
Dr. Luigi Frari zabilježen je kao autor inauguralne disertacije na Sveučilištu u Padovi, pisanoj latinskim jezikom, nazvanoj "De rabie canina", koja datira iz 1840. - riječ je o drugoj po redu objavljenoj hrvatskoj disertaciji na temu bjesnoće, u kojoj se sveobuhvatno opisuje ta bolest, način prijenosa, simptomi, klinički tijek, kao i mjere liječenja, njege te prevencije zaraze.
Kao političar, Luigi Frari pripadao je umjerenoj dalmatinskoj autonomističkoj struji, te je bio i zastupnik u Dalmatinskom saboru (1867. – 1870.), a kao gradonačelnik Šibenika zaslužan je za poboljšanje šibenske komunalne infrastrukture. Na mjestu gradonačelnika zamijenio ga je nakon pobjede narodnjaka na izborima 1872. godine Ante Šupuk, koji je nastavio njegov rad u smislu modernizacije grada Šibenika. Luigi Frari zapamćen je i kao borac protiv ukidanja Šibenske biskupije - kao šibenski gradonačelnik obraća se 1872. u časopisu "La Dalmazia Cattolica" otvorenim pismom austrijskom caru Franji Josipu Prvom. U pismu ističe da postoje i civilni i religijski razlozi da se ne ukidaju katoličke biskupije u Dalmaciji, poglavito ne u vrijeme dok se u toj regiji osnivaju nove pravoslavne biskupije.
Kao kulturni djelatnik, bio je predsjednik Šibenskog kazališnog društva, koje je 1870. osnovalo i sagradilo Šibensko gradsko kazalište, koje predstavlja drugu po starosti kazališnu zgradu izgrađenu na području Hrvatske. Također je surađivao sa šibenskim piscem, pjesnikom i političarem Nikolom Tommaseom u prikupljanju hrvatskih i srpskih narodnih pjesama šibenskog područja.